# Schloss Starhemberg (Eferding)

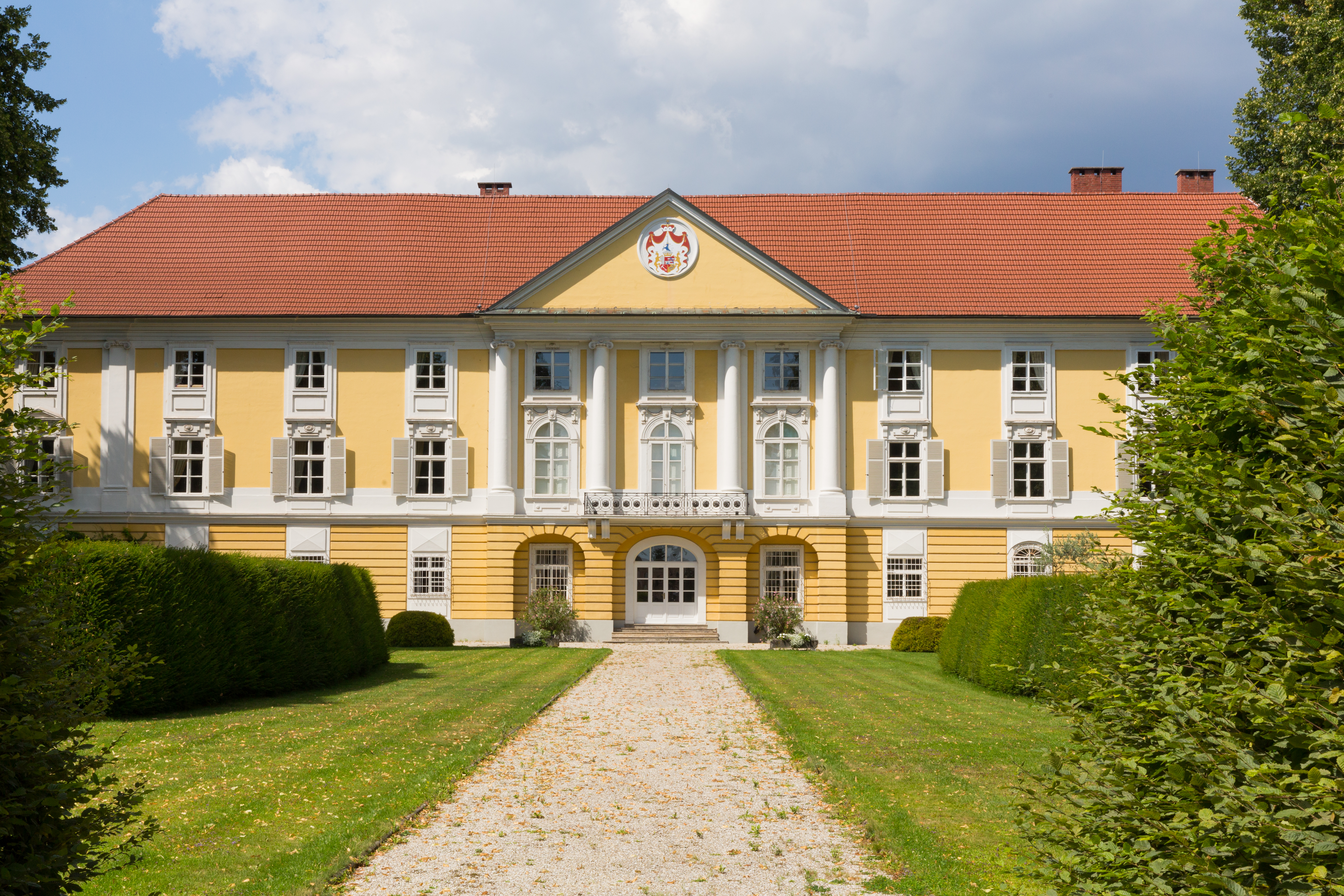
Südfassade des Neuen Schlosses

Das Schloss Starhemberg, auch Schloss Eferding genannt, steht im Zentrum der oberösterreichischen Stadt Eferding und ist mit Ausnahme einer kurzen Unterbrechung in der Zeit von 1630 bis 1660 seit rund 450 Jahren im Besitz der fürstlichen Familie Starhemberg. Es steht unter Denkmalschutz (Listeneintrag).
Am gleichen Ort stand schon im 12. Jahrhundert ein Amtssitz des Bistums Passau, der im 14. Jahrhundert an die Grafen von Schaunberg verkauft wurde. Diese ließen den heutigen Nordflügel errichten, dem im 16. Jahrhundert eine kleine Vorburg im Süden vorgelagert war. Nach dem Aussterben der Schaunberger im 16. Jahrhundert ließen deren Erben, die Starhemberger, die damalige Burg zu einem Schloss ausbauen und umgestalten, ehe die Anlage während des 18. Jahrhunderts im Stil des Klassizismus ein letztes Mal verändert wurde. Derzeitiger Eigentümer des Anwesens ist der neunte Fürst von Starhemberg, Georg Adam.
Schloss Starhemberg ist Mitglied im österreichischen Verein Via Imperalis, der sich um die Förderung und Erhaltung des europäischen Kulturgutes kümmert. Neben einer privaten Bibliothek sind in den Schlossgebäuden drei Museen untergebracht, die sich mit der Geschichte Eferdings und der Schlossbesitzer befassen. Zudem wird die Anlage seit 1987 als Kulturzentrum genutzt, in dem zahlreiche öffentliche Veranstaltungen stattfinden.

## Geschichte

### Die Anfänge
Eferding gehörte im Mittelalter zum Herrschaftsbereich der Passauer Bischöfe, die im 12. Jahrhundert an der Stelle des heutigen Schlosses einen Herrenhof besaßen. Einen Hinweis auf die Existenz dieses bischöflichen Amtssitzes findet sich in einer Urkunde aus dem Jahr 1167, in der Bischof Albo von Passau Gebhard von Wilhering das Burgrecht auf einem Hof in Eferding bestätigte. Aus ihm dürfte sich eine spätere Burg entwickelt haben, die 1255 als Castro nostra Euerdinge eine erste urkundliche Erwähnung fand. In jenem Jahr übergab Bischof Otto von Lonsdorf die Burghut an Konrad von Hartheim.

### Die Stadtburg der Schaunberger (1367–1559)
Am 4. November 1367 verkaufte der geldbedürftige Bischof Albert III. Stadt und Burg als ewiges Lehen für 4.000 Gulden an den Grafen Ulrich I. von Schaunberg und seinen Bruder Heinrich VII. Während der Schaunberger Fehde, in der Reinprecht II. von Walsee im Auftrag des Habsburger Herzogs Albrechts III. Eferding belagerte und einnahm, war die Burg ab Januar 1382 kurzzeitig an die mit den Schaunbergern verbündeten Rosenberger verpfändet. Nachdem sich Heinrich VII. nach der verlorenen Fehde den Habsburgern unterworfen hatte, erhielt er die Burg Eferding 1383 als österreichisches Afterlehen zurück.
Zu Beginn des 15. Jahrhunderts bauten die Schaunberger die Burg neu, und dieser Neubau wurde 1416 von Graf Johann II. von Schaunberg unter der Bezeichnung „neue Veste“ in einem Heiratsbrief als Witwensitz für seine Frau Anna von Pettau bestimmt. Dabei handelte es sich wahrscheinlich um den heutigen nördlichen Hauptbau, der an der Nordostecke der damaligen Stadt lag. Die Stadtburg wurde durch einen stadtseitigen Graben im Süden und Westen sowie einen weiteren zwingerähnlichen Graben vor dem Nord- und dem Ostflügel geschützt. Die Stadtmauer Eferdings übernahm an der Nord- und Ostseite die Funktion einer Ringmauer, die dort an der Burg nicht vorhanden war. Weiteren Schutz boten drei Rundtürme im Osten, Westen und Südosten, die zugleich die dem Palas südlich vorgelagerte kleine Vorburg sicherten. Der südöstliche von ihnen stellte zur damaligen Zeit eine Art Hauptturm der Anlage dar. Aufgrund seiner geringen Höhe und Mauerstärke kommt er als Bergfried aber nicht in Frage. Wozu der östliche Rundbau diente, kann heute nicht mehr ermittelt werden, da er im Rahmen von Bauarbeiten zwischen 1785 und 1788 vollständig abgetragen und durch einen Zubau ersetzt wurde. Der Turm an der Westseite konnte als Torturm identifiziert werden. Direkt neben seinem Tor befand sich eine Fußgängerpforte. Ob die Burg zu jener Zeit eine Zugbrücke besaß, ist nicht gesichert.

### Übergang von der Stadtburg zum Schloss (1559–1785)

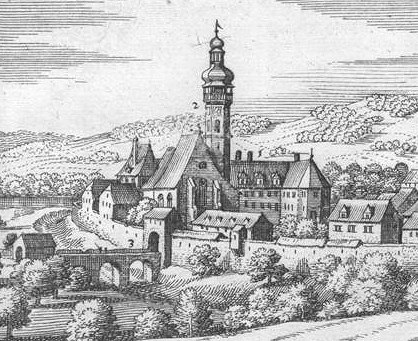
Ausschnitt aus dem 1649 veröffentlichten Kupferstich Matthäus Merians mit der Pfarrkirche Eferdings und dem dahinter liegenden Schloss

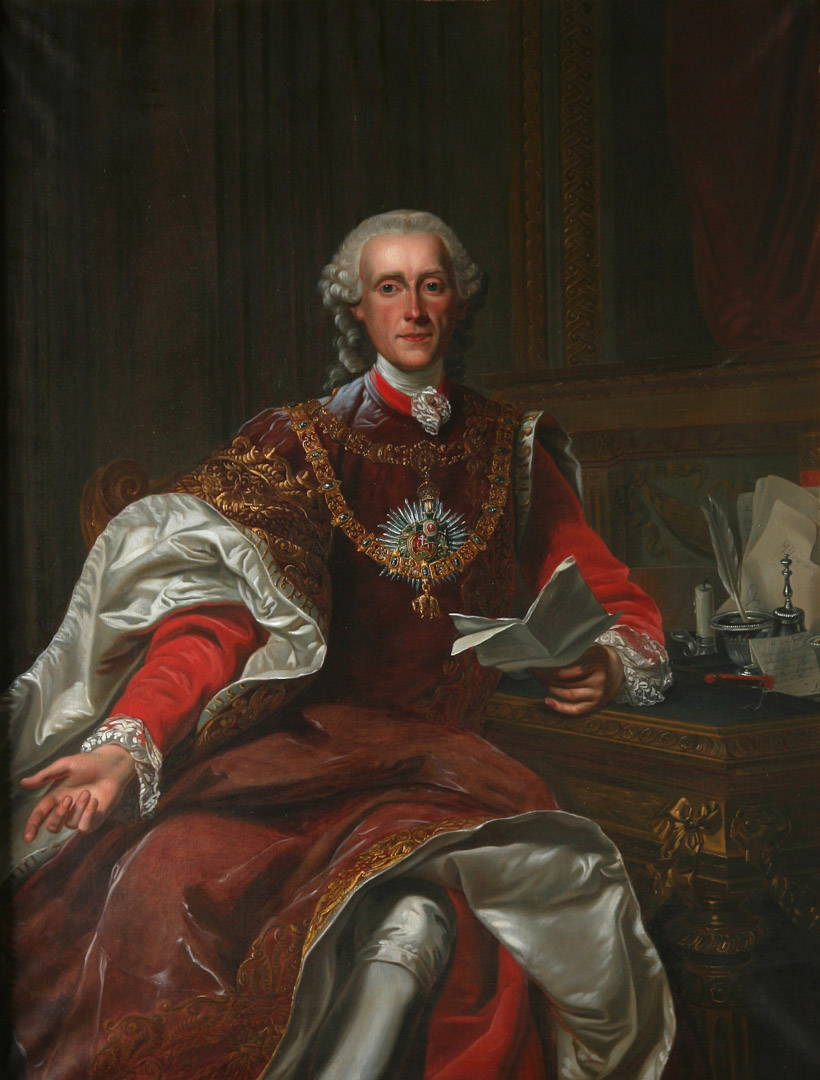
Georg Adam I. ließ das Schloss im 18. Jahrhundert umgestalten

Anfang des 16. Jahrhunderts verlegten die Schaunberger ihren Hauptsitz von der Stammburg Schaunberg nach Eferding. Mit dem Aussterben ihres Geschlechts durch den Tod des Grafen Wolfgang II. am 12. Juni 1559 kam die Burg in Eferding neben anderen Besitztümern und Vermögenswerten über die Kinder von Wolfgangs Schwester Anna, die 1530 Erasmus I. von Starhemberg geheiratet hatte, an die Familie von Starhemberg. Erasmus II. von Starhemberg verkaufte im Jahr 1604 das Bräuhaus der Schlossanlage in der heutigen Schmiedstraße an einen Eferdinger Bürger, jedoch ohne die mit dem Haus verbundene Bierbraugerechtigkeit. Eine aus dem Jahre 1608 stammende Urkunde, die Grundstücksgeschäfte nahe dem heutigen Bräuhaus zwischen Erasmus II. und dem Rat der Stadt Eferding dokumentiert, legt nahe, dass am heutigen Ort ein neues Gebäude als Bierbrauerei errichtet wurde.
Während des 16. Jahrhunderts wurde die Anlage grundlegend umgebaut. So entstand zum Beispiel auf älteren Fundamenten an der Nordostecke in der Stadtmauer ein weiterer Zugang, durch den man jedoch nicht in den damals zweistöckigen Palas gelangen konnte. Dieser wurde vermutlich um 1600 mit einem dritten, wesentlich höheren Geschoß aufgestockt und durch ein Stiegenhaus ergänzt. Im Vorburgbereich entstanden zwei lange Flügeltrakte an der Ost- und der Westseite. Nach 1625 erfolgte ein weiterer Ausbau der Anlage. Dabei wurde an der südlichen Seite ein weiterer zweigeschoßiger Gebäudeflügel errichtet, sodass die dann vierflügelige Schlossanlage einen rechteckigen Innenhof begrenzte. Der Westflügel erhielt hofseitig einen Arkadengang, dessen Bögen von Pfeilern getragen wurden. Auf der ältesten Abbildung des Schlosses, einem 1649 veröffentlichten Kupferstich von Matthäus Merian aus der Topographia Germaniae, ist die Anlage mit vier Scharwachttürmchen und einem dominanten Uhrturmaufsatz abgebildet.
In zwei vom Wiener Baumeister Andreas Zach im letzten Viertel des 18. Jahrhunderts angefertigten Grundrissplänen ist der damalige Bauzustand der Anlage festgehalten.
1630 musste der durch den Dreißigjährigen Krieg in finanzielle Nöte geratene Graf Erasmus II. von Starhemberg den Besitz an seine Hauptgläubiger, die Herren Füll von und zu Grünerzhofen, verpfänden und als Protestant das Land verlassen. Nach dem Aussterben der Grünerzhofer 1660 konnte jedoch der 1643 in den Reichsgrafenstand erhobene Konrad Balthasar von Starhemberg die Anlage zurückerwerben. Sein Sohn Ernst Rüdiger folgte dem Vater 1687 als Herr von Eferding nach und ist als Verteidiger Wiens bei der Zweiten Türkenbelagerung bekannt.

### Das Repräsentationsschloss des Andreas Zach (ab 1785)
Der am 18. November 1765 in den Reichsfürstenstand erhobene Georg Adam I. von Starhemberg, ab 1783 Oberhofmeister am österreichischen Kaiserhof in Wien, ließ das Schloss seiner Vorfahren in der Zeit vom Sommer 1785 bis 1788 im Stil des Klassizismus umgestalten. Die Pläne dazu lieferte der Baumeister Andreas Zach. Die Veränderungen betrafen hauptsächlich den frühneuzeitlichen Süd- und den Westflügel. Ost- und Nordflügel blieben mit Ausnahme der Keller gänzlich unberührt. Die Änderungen im Westtrakt beschränkten sich auf den Abbruch des alten Torturms und den Ausbau des zweiten Stockes. Im Gegensatz dazu fand im Südflügel durch eine Entkernung des Inneren, den Abbruch des westlichen Turms und den Bau eines zweiten Stockwerkes eine starke Veränderung des Erscheinungsbildes statt. Durch die Schaffung eines durch den Fürsten selbst entworfenen kleinen vorgelagerten Schlossgartens erhielt der Südtrakt eine besondere Betonung. Die Baukosten betrugen nicht einmal 100.000 Gulden. Bis in das 18. Jahrhundert erfolgte der Abbruch der letzten wehrhaften Verteidigungsanlagen der ehemaligen Burg, dazu gehörte unter anderem das Verfüllen der Gräben an der West- und Südseite.
Da die Mitglieder der Starhemberg-Familie immer hohe Ämter am Wiener Hof innehatten oder diplomatische Posten im Ausland bekleideten, war das Schloss im 19. Jahrhundert nur selten dauerhaft bewohnt. In jener Zeit fanden nur wenige bauliche Eingriffe statt. Zu den nennenswerten zählen die gotisierende Hoffassade des Palas und ein Turmaufbau, der Ende des 19. Jahrhunderts schon wieder abgetragen wurde. Aufgrund der Rolle Ernst Rüdiger Starhemberg als Bundesführer der österreichischen Heimwehr enteigneten ihn die Nationalsozialisten im Jahr 1938. Das Schloss wurde anschließend für den Reichsarbeitsdienst genutzt; Ernst Rüdiger Starhemberg erhielt es nach Ende des Zweiten Weltkriegs 1945 wieder zurück. 1956 mussten die Eigentümer aus finanziellen Gründen einen Teil des wertvollen Bibliotheksbestandes sowie der Waffensammlung versteigern lassen. Die angebotenen Bücher erregten besonders durch den erstklassigen Erhaltungszustand und die hohe Qualität der Einbände Aufsehen. Neben einem Manuskript-Fragment des Willehalm aus der zweiten Hälfte des 13. Jahrhunderts, bedeutenden Werken von Johannes Kepler (Ephemerides) und den Annales Ferdinandei kam auch eine Sammlung von sogenannten Gothic Stories, englischen Geister-, Schauer- und Schreckensromanen in 360 Bänden zur Versteigerung.
Bis in die zweite Hälfte des 20. Jahrhunderts wurde das einstige Bräuhaus noch als Bierdepot genutzt und im Jahr 1978 von der Stadt Eferding gekauft.

### Heutige Nutzung
Das Schloss dient dem Oberhaupt der Familie Starhemberg als Wohnsitz. Daneben beherbergt es drei Museen und wird als Kulturzentrum Eferdings genutzt.

#### Schlossbibliothek
Die nicht öffentliche Bibliothek des Schlosses bietet ein großes Spektrum an literarischen Werken und spiegelt die Interessensgebiete der Schlossherren über einen Zeitraum von mehreren Jahrhunderten wider. Aktuell enthält die Schlossbibliothek rund 6000 Bände. Neben deutschsprachigen Büchern umfasst sie Werke in englischer, französischer und spanischer Sprache, sowie vereinzelt auch Bücher in italienischer und lateinischer Sprache. Die englisch- und französischsprachigen Werke können jener Zeit zugerechnet werden, in der sich Georg Adam I. von Starhemberg als kaiserlicher Botschafter am französischen Hof in Paris und sein Sohn Ludwig am englischen Hof in London aufhielten. Bei den Publikationen auf Spanisch handelt es sich vorwiegend um moderne Literatur. Fürst Heinrich Rüdiger prägte diesen Bibliotheksteil durch seine Interessen an Politik und Schauspiel. Der Bestand umfasst Werke wie zum Beispiel die Theaterbände Trilogie der Freiheit, Der Zopf im Rahmen und Spiele und Eskapaden, die sowohl in deutscher als auch in spanischer Sprache verfügbar sind. Die Mehrheit der deutschsprachigen Bücher stammt größtenteils von Schlössern der Starhemberger, die im 20. Jahrhundert verkauft wurden. Durch unsachgemäße Lagerung sind diese Bücher in einem schlechten Zustand. Gut erhaltene Werke wechselten bei einer Versteigerung im Jahr 1956 den Besitzer. Der noch erhaltene Bibliotheksbestand bietet trotzdem eine übersichtliche und geschlossene Darstellung der Rechtsverhältnisse im Kaiserreich, der Verwaltung, des Militärs und des österreichischen Kaiserhauses. Zudem umfasst er alle Werke des Europaabgeordneten Otto von Habsburg und viele Werke aus der Zeit zwischen den beiden Weltkriegen.

#### Schlossmuseen
Seit 1962 beherbergt der Nordflügel des Schlosses zwei Museen:
- das Stadtmuseum Eferding, das mit dem Fürstlich Starhemberg’schen Familienmuseum kombiniert ist,
- und das kleinere Heimwehrmuseum mit einer umfassenden Sammlung von Ausstellungsstücken wie Dokumenten, Fahnen und Plakaten zur Geschichte der österreichischen Heimwehr.

Die Museen sind von Mai bis September an den Wochenenden und an Feiertagen geöffnet. Die Exponate bestehen aus Erinnerungs- und Fundstücken, die einen Einblick in die Geschichte Eferdings und der Fürstenfamilie gewähren. Zudem fanden in den Museumsräumen auch schon verschiedene Sonderausstellungen statt.

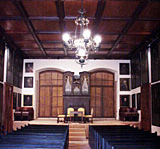
Der Ahnensaal

Mittelpunkt des Schlossmuseums ist der Ahnensaal. An den Wänden hängen über 50 überlebensgroße Bilder, die Familienangehörige des Starhemberger Geschlechts zeigen. Die Werke wurden 1680 von Graf Konrad Balthasar in Auftrag gegeben. Dort ist auch eine restaurierte Orgel zu sehen, die bis 1964 im Alten Linzer Dom aufgestellt war. Es wird angenommen, dass der Komponist Anton Bruckner während seiner Zeit als Linzer Domorganist auf ihr gespielt hat.
Der Zunftsaal spiegelt das städtische Leben in Eferding wider. Zunftfahnen und Zunftrunen, Handwerkszeug und Gebrauchsartikel des Bürgertums verschaffen einen Einblick in das Leben der Bewohner an der Wende zur Neuzeit. Angrenzend befindet sich eine stilecht eingerichtete Bauernstube.
Der Waffensaal wurde 1999 neu gestaltet. Ein besonderes Ausstellungsstück ist dort das von Graf Ernst Rüdiger während der Zweiten Wiener Türkenbelagerung verwendete Fernrohr. Außerdem sind zahlreiche türkische Beutewaffen, Hieb- und Stichwaffen aus der Zeit des Oberösterreichischen Bauernkrieges sowie eine Sammlung alter Gewehre zu sehen. Ebenfalls aus der Türkenbelagerung stammt die Achat-Tischplatte aus dem Zelt Kara Mustafa Paschas.
Durch eine prunkvolle Renaissancetür aus dem Jahr 1593 gelangt man in den Porzellansaal. Der Name des Raums ist auf das im Saal ausgestellte wertvolle chinesische, japanische und Alt-Wiener Porzellan zurückzuführen. Daneben sind ein buntglasierter Renaissance-Kachelofen von 1580, eine kassettierte Decke sowie ein Quartett- oder Liedertisch des Eferdinger Steinätzers Andreas Pleninger von 1579 zu sehen. Hinzu kommen viele Familienerinnerungen wie etwa der Starhemberg-Pokal und der Tisch, an dem Wolfgang Amadeus Mozart seine Oper Die Zauberflöte komponierte.
Der an den Porzellansaal grenzende Kostümsaal trägt seinen Namen von den dort ausgestellten, kostbaren Uniformen und Kostümen. Zu sehen sind unter anderem die Galauniform des Wienverteidigers Ernst Rüdiger, die Uniform des gleichnamigen Heimwehrführers und mexikanische Erinnerungsstücke von Fürst Camillo sowie ein perlenbesetztes Messgewand Kara Mustafa Paschas.
Der Schaunbergersaal ermöglicht durch ein ausgestelltes Modell der Burg sowie bei Grabungen gefundene Stücke einen Einblick in die Geschichte der früheren Stadtherren. Überdies sind Bodenfunde und Fundstücke aus der Urgeschichte und der Zeit der römischen Besatzung zu sehen.

#### Kulturzentrum
Seit 1987 wird Schloss Starhemberg als Kulturzentrum genutzt. Unter anderem finden dort unter dem Namen Efferdinger Gespräche regelmäßig Tagungen statt. Des Weiteren veranstaltet der im Sommer 1991 gegründete gemeinnützige Verein Efferdinger Kulturinstitut in den Schlossräumen Ausstellungen, Konzerte, Vorträge und andere kulturelle Veranstaltungen. In der Vorweihnachtszeit ist das Schlossareal alljährlich Veranstaltungsort eines Adventsmarktes. Einige Räume des Schlosses können das ganze Jahr über zu privaten Zwecken und für Veranstaltungen angemietet werden.

## Beschreibung

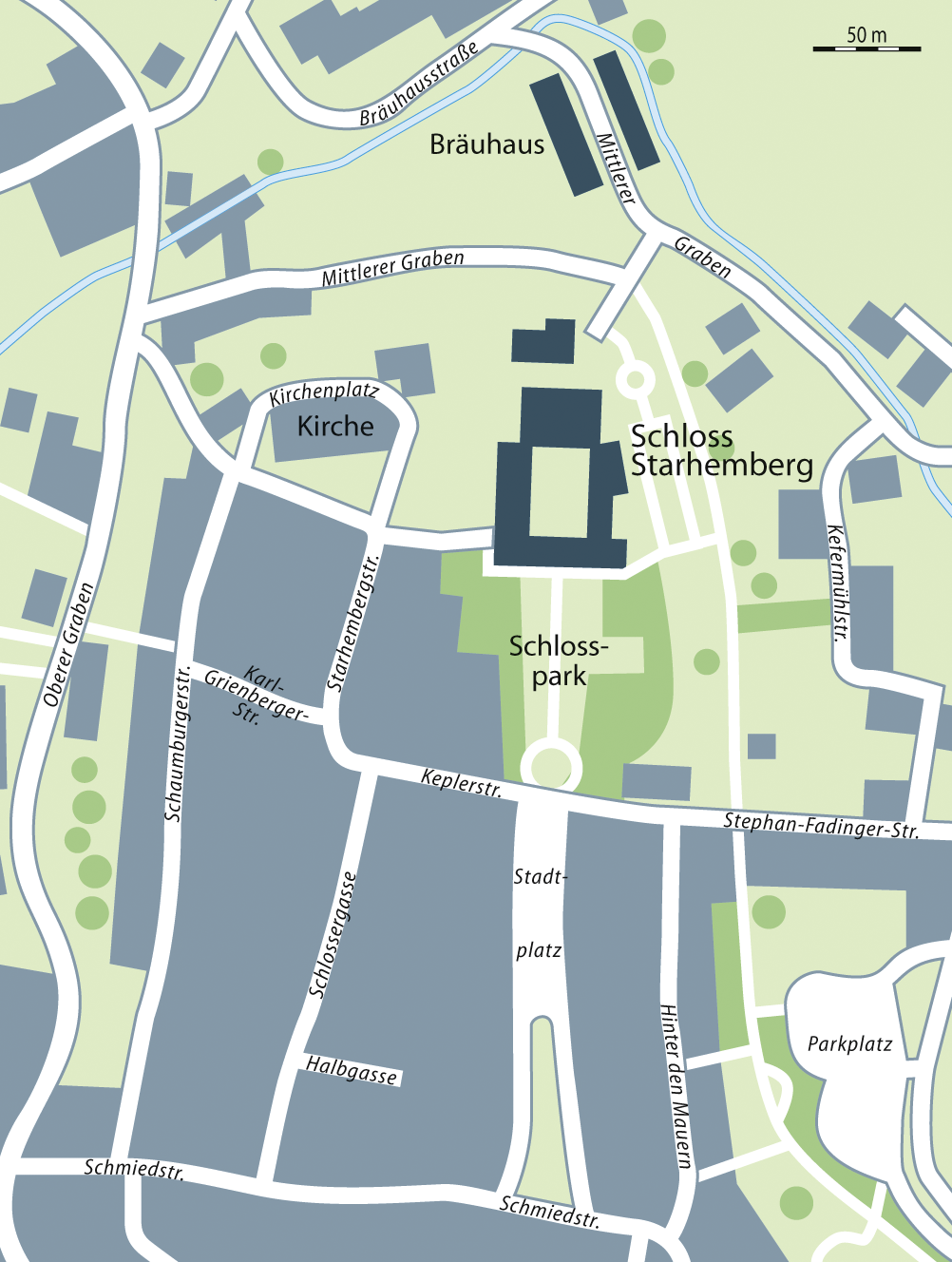
Lageplan des Schlosses

Schloss Starhemberg ist eine geschlossene Vierflügelanlage, deren gelb verputzte Trakte einen rechteckigen Innenhof umschließen. An der Nord- und Ostseite sind noch die mittelalterlichen Wassergräben vorhanden. Der nördliche Flügel des Anlage wird aufgrund seines Errichtungsdatums Altes Schloss genannt, während die drei übrigen Trakte als Neues Schloss bezeichnet werden. Zugang zum Schlossareal gewährt im Süden ein kunstvoll geschmiedetes Gittertor sowie ein zweites Tor an der Nordostecke der Anlage. Dessen Gewände aus schräg gemeißelten Werksteinen stammt aus der Renaissancezeit und ist einmalig in Oberösterreich. Der Hauptzugang des Schlosses befindet sich an der Westseite des Areals, das dort und im Norden und Osten noch Reste der alten Umfassungsmauer aufweist. Im Süden ist die Anlage durch einen kleinen schlichten Schlosspark von der Stadt getrennt.

### Architektur

#### Altes Schloss

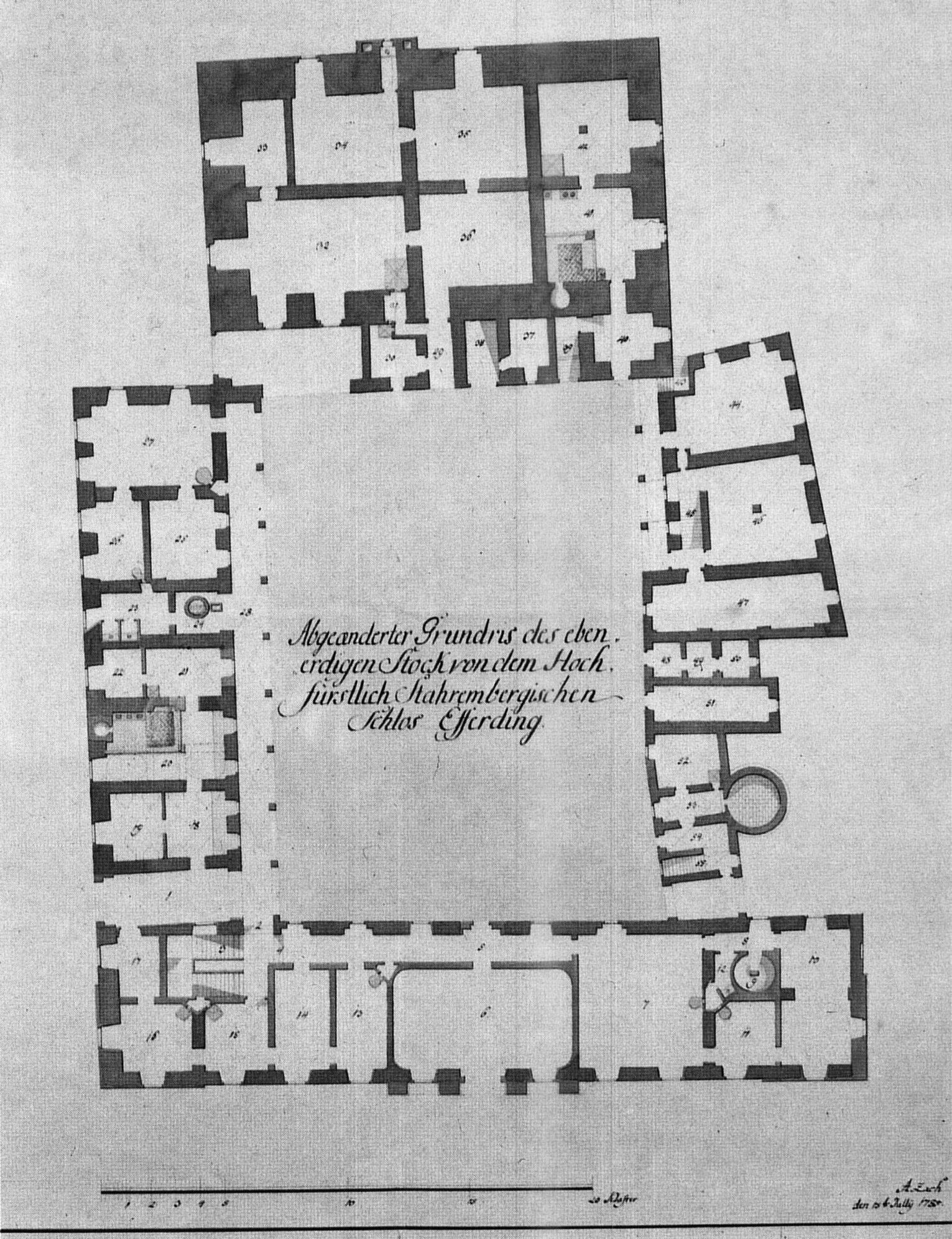
Grundriss des Schlosses nach dem Umbau im 18. Jahrhundert

Der dreigeschoßige Nordflügel ist der älteste Teil des Schlosses und im Wesentlichen identisch mit dem Palas der Schaunberger Burg des Spätmittelalters. Lediglich das zweite Obergeschoß sowie einige Anbauten an der Südfront stammen aus späterer Zeit. Das mittelalterliche Krüppelwalmdach des 21,3 × 34,66 Meter großen Gebäudes wurde durch ein hohes neuzeitliches Walmdach ersetzt. Einige architektonische Details, wie mit Rundstäben gerahmte Fensternischen und gekehlte Kreuzstockfenster aus sorgfältig gearbeitetem Werkstein zeugen von hochwertiger Handwerksarbeit.
Im Nordtrakt befindet sich ein romanischer Gewölbekeller, mit bis zu 3,90 Meter dicken Mauern. Sein mächtiges Tonnengewölbe mit Spitzkappen wird von massiven kreuzförmigen Pfeilern, die durch abgefaste Rundbögen miteinander verbunden sind, getragen. Dort war früher die Brauerei untergebracht.
Die Außenmauern im erhöhten Erdgeschoß sind 2,50 bis 3,30 Meter stark. An die Stelle der Pfeiler des Kellers treten dort durchgehende Mauern und schaffen sechs große Räume. Erhaltene Abtrittsgänge weisen auf eine mögliche Wohnnutzung hin. Das Hauptgeschoß des Gebäudes war wohl über eine hofseitige Freitreppe im ersten Stock erreichbar, dessen Außenmauern etwa 2,20 bis 3,00 Meter dick sind. Dort befindet sich mit dem Ahnensaal eine zentral gelegene, 9 × 16 Meter messende Halle, die an jeder Seite von zwei kleinen Räumen flankiert ist. Die Raumstruktur entspricht mit Ausnahme des großen Raums exakt jener des Kellers und des Erdgeschoßes. Ein kleiner turmartiger Anbau mit Kreuzrippengewölbe am östlichen Ende des Südseite diente als Hauskapelle.
Im zweiten Stock reduziert sich die Mauerstärke auf nur noch 0,90 bis 1,30 Meter. Im Gegensatz zu den darunter liegenden Etagen besitzt dieser Stock, mit Ausnahme des überwölbten Stiegenhauses, Flachdecken.

#### Neues Schloss

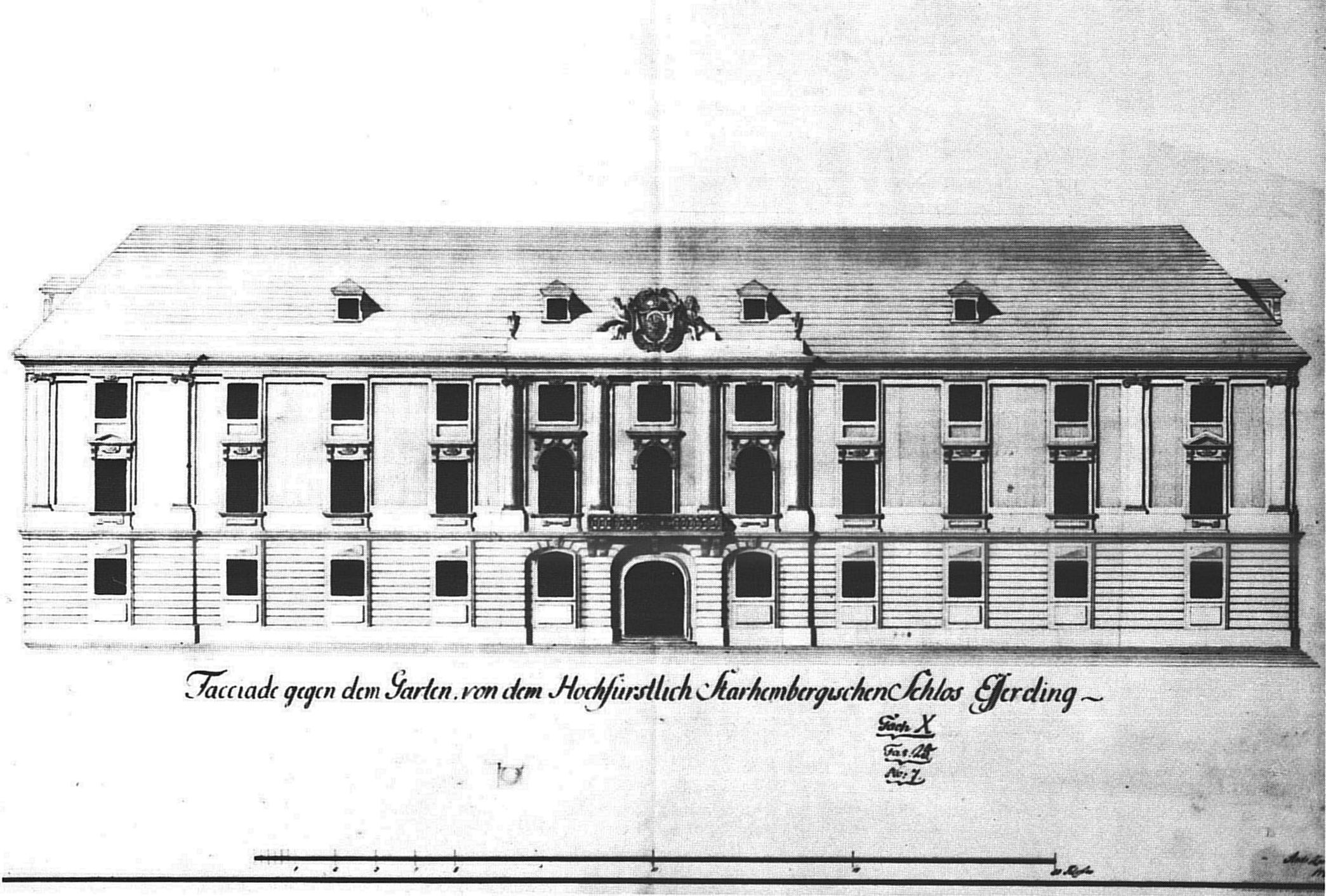
Entwurf für die Schaufassade des klassizistischen Südflügels

Der zweigeschoßige Ostflügel, Verwalterstöckl genannt, gehört mit seinen gotischen Türstöcken und Fensterstürzen ebenfalls zum mittelalterlichen Baubestand der Anlage. In seinem nördlichen Teil besitzt er Überwölbungen mit Stichkappentonnen. Hofseitig erstreckt sich vor ihm eine vierbogige Arkade mit toskanischen Säulen.
Der Westbau mit seiner Toreinfahrt besitzt hofseitige Pfeilerarkaden aus der Zeit zwischen 1784 und 1788. Die frühneuzeitliche Innenstruktur des Flügels ist noch weitgehend erhalten und weist im Erdgeschoß ein Kreuzgrat- und ein Stichkappentonnengewölbe auf. Im ersten Stock zeigt sich eine durchlaufende Stichkappentonne, im zweiten Stock eine Flachdeckenkonstruktion.
Der klassizistische Südtrakt besitzt zur Stadt hin eine repräsentative Schauseite. Ein durchgehendes Gesims über dem Erdgeschoß trägt die darüber liegenden Stockwerke. Die Fassade ist durch Fenster, deren Gestaltung sich an der Front des Westflügels teilweise wiederholt, in elf Achsen unterteilt und besitzt einen dreiachsigen Mittelrisalit mit Rundbogenfenstern. Dem mittleren ist ein schmaler Balkon mit schmiedeeisernem Gitter vorgebaut, der auf geschweiften Steinkonsolen ruht. Erstes und zweites Geschoß sind im Bereich des Risalits durch vier ionische Dreiviertelsäulen optisch zusammengefasst. Darüber folgt ein Dreiecksgiebel mit dem fürstlich-starhembergischen Wappen. Die beiden Ecken der südlichen Fassade sind von Pilastern mit ionischen Kapitellen abgeschlossen. Im Inneren des Südflügels befindet sich auf der ersten Erage ein zentraler Saal mit Zugang zum Balkon. Links und rechts daneben liegen Enfilade, die einstigen Appartements des Fürsten und der Fürstin.

#### Bräuhaus

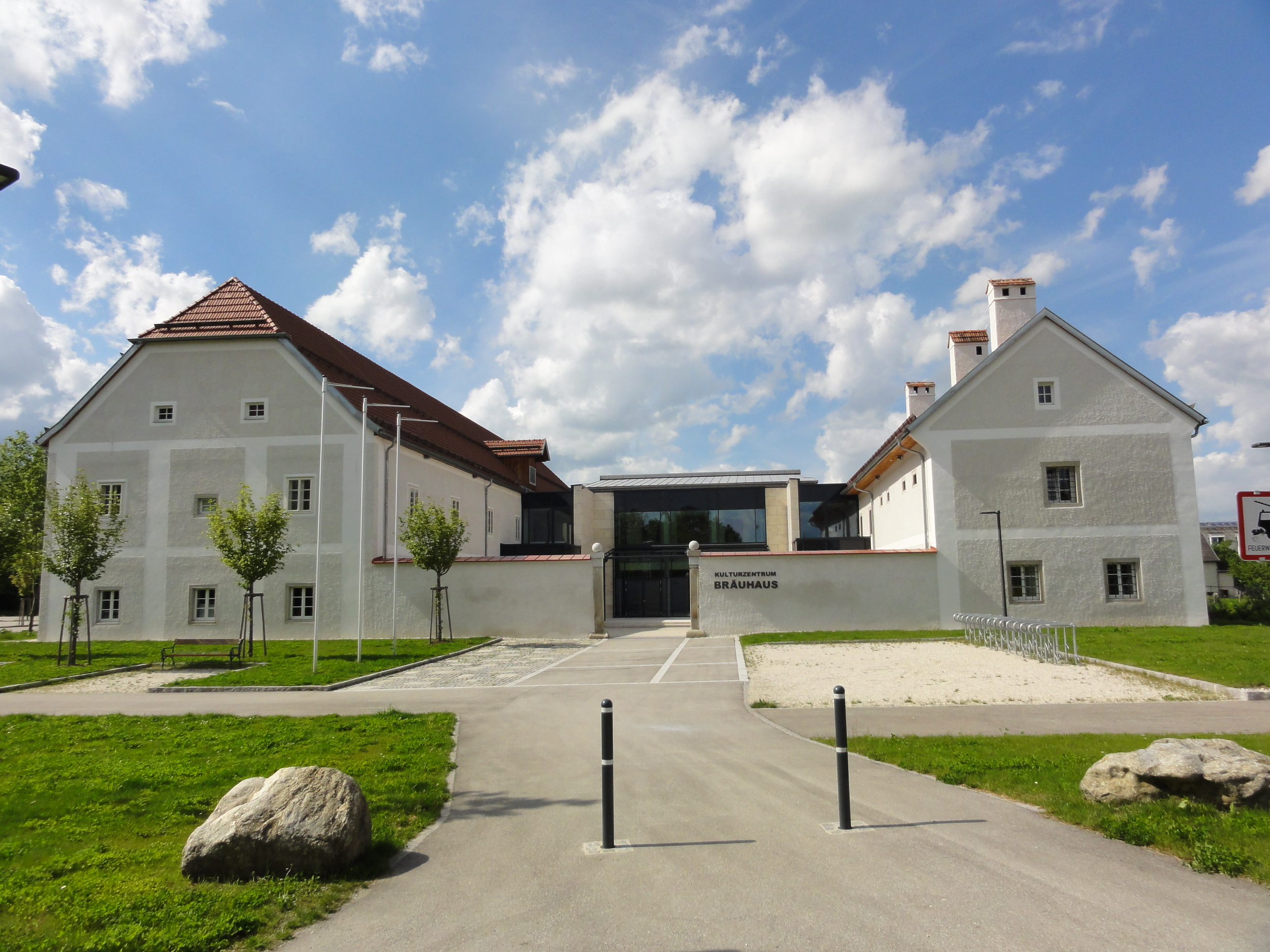
Ehemaliges Bräuhaus

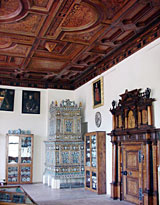
Das Porzellanzimmer mit manieristischem Türrahmen, Kassettendecke und Kachelofen

Das vormals herrschaftlich-starhembergische Bräuhaus befindet sich vor dem Burgtor nördlich des Schlosses. Der Komplex umfasst zwei zweigeschoßige Gebäude, die parallel zueinander stehen und ursprünglich mit Verbindungsmauern an den Enden der Gebäude einen längsrechteckigen Innenhof umfassten. Beide Mauern besaßen ein Durchfahrtstor. Die rückwärtige Mauer wurde im Zuge der Adaptierung zu einem Kulturzentrum im 21. Jahrhundert durch einen Verbindungstrakt ersetzt, während die vordere Mauer in der ursprünglichen Form erhalten blieb. Der etwas breitere Westtrakt hat ein Krüppelwalmdach, während der schmalere Osttrakt durch ein Satteldach abgeschlossen ist. Beide Trakte sind von Gewölbestrukturen gekennzeichnet. Im Südteil des Osttraktes befinden sich acht Zellen des vormals herrschaftlichen Gefängnisses, das bis zur Abschaffung der Grundherrschaft im Jahr 1848 benutzt wurde.

### Innenausstattung
Im zweiten Geschoß des Nordflügels besitzen einige der von Graf Georg III. von Schaunberg in Auftrag gegebenen Repräsentationsräume prächtige Kassettendecken und Türrahmen aus der Zeit der Spätrenaissance sowie Kachelöfen, die teilweise noch zum Originalbestand des Gebäudes gehören. Die andere Innenausstattung stammt aus Zeiten, in denen die Starhemberger Schlossbesitzer waren. Dazu zählt beispielsweise die Intarsiendecke eines Saals vom Ende des 16. Jahrhunderts. Sie war ursprünglich in dem sich ebenfalls in starhembergischen Besitz befindlichen Schloss Hartheim eingebaut und wurde erst nach dem Ersten Weltkrieg bei dessen Umwidmung zu einem Pflegeheim nach Eferding gebracht.
Zu der kunsthistorisch besonders wertvollen Ausstattung gehört der große Prunk-Kachelofen, der 1580 vom Linzer Hafnermeister Paul Zilpolz geschaffen wurde, sowie die hölzerne Intarsiendecke im sogenannten  Porzellanzimmer.
Die Räume des Südflügels weisen vorwiegend Flachdecken mit teilweise klassizistischen Stuckspiegeln auf.